# پل لوئیس اکهارت
پل لوئیس اکهارت (انگلیسی: Paul-Luis Eckhardt؛ زادهٔ ۱۴ نوامبر ۲۰۰۰) بازیکن فوتبال اهل آلمان است.
از باشگاه‌هایی که در آن بازی کرده‌است می‌توان به باشگاه فوتبال کمنیتس اشاره کرد.